# نقابة الفنانين العراقيين
نقابة الفنانين العراقيين هي نقابة مهنية، ثقافية، غير ربحية، غير حكومية، تعنى بشؤون الفنانيين في العراق. تأسست في سنة 1969م وتقع مقرها الرئيسي في شارع الرشيد ببغداد ولها فروع في محافظات عدا إقليم كردستان.

## تأسيس وتركيب
تأسست نقابة الفنانين العراقيين بموجب القانون المرقم 129 لسنة 1969 في بغداد وتتمتع بالشخصية المعنوية لها حق التملك والتصرف في الحقوق والأموال بحدود أغراض النقابة ولها فروع في جميع محافظات العراق عدا إقليم كردستان. وتتكون النقابة من النقيب. رئيس مجلس النقابة وثمانية أعضاء في المجلس المركزي عضوين من كل اختصاص وفيها أربعة شعب متخصصة :1) شعبة الفنون المسرحية والإذاعية؛ 2) شعبة الفنون السينمائية والتلفزيونية؛ 3) شعبة الفنون الموسيقية؛ 4) شعبة الفنون التشكيلية.وفي كل شعبة خمسة أعضاء منتخبين وتتكون الشعبة من رئيس ونائب وسكرتير وعضوين. كذلك الحال بالنسبة لفروع النقابة في المحافظات وهي نفس تكوين الشعب وصلاحياتها.

## أهداف
تصل النقابة على تحقيق الأغراض التالية بالوسائل التي يقررها المجلس والهيئة العامة.
العمل على رفع مستوى الأعضاء الفني والمهني والاجتماعي والاقتصادي والثقافي وتنظيم علاقاتهم مع بعضهم ومع الجهات الحكومية والأهلية والمؤسسات والافراد والدفاع عن حقوقهم.
المساهمة في النهضة الفنية والثقافية في البلاد بالتعاون مع الجهات المختصة، لرفع المستوى الفني العام بجميع وسائل النشر، كالصحف والمجلات والمطبوعت ووسائل الإعلام الأخرى كالإذاعة والتلفزيون والمسرح والسينما والمعارض وغيرها، والمشاركة في المؤتمرات الفنية المحلية والعربية والعالمية.
التعاون مع الهيئات الفنية والمؤسسات والجمعيات التي تتحقق أهدافها مع أهداف النقابة.
تنظيم قواعد مزاولة المهن الفنية عدا أعمال منتسبي الدوائر الرسمية وشبه الرسمية.
السعي لضمان مستقبل الأعضاء في حالات المرض والشيخوخة والبطالة.
رعاية تجمعات الفنانين العراقيين بمختلف وسائل الإعلام وتطويرها.